# 3e cérémonie des Satellite Awards
La 3e cérémonie des Satellite Awards, décernée par The International Press Academy, a eu lieu le 17 février 1999, et a récompensé les films, téléfilms et séries télévisées produits l'année précédente.

## Palmarès

### Cinéma

#### Meilleur film dramatique
- La Ligne rouge (The Thin Red Line)
  - Elizabeth
  - Le Général (The General)
  - Ni dieux ni démons (Gods and Monsters)
  - Il faut sauver le soldat Ryan (Saving Private Ryan)

#### Meilleur film musical ou comédie
- Shakespeare in Love
  - Little Voice
  - Pleasantville
  - Vieilles Canailles (Waking Ned)
  - Vous avez un message (You've Got Mail)

#### Meilleur réalisateur
- Terrence Malick pour La Ligne rouge (The Thin Red Line)
  - John Boorman pour Le Général (The General)
  - Shekhar Kapur pour Elizabeth
  - Gary Ross pour Pleasantville
  - Steven Spielberg pour Il faut sauver le soldat Ryan (Saving Private Ryan)

#### Meilleur acteur dans un film dramatique
- Edward Norton pour le rôle de Derek Vinyard dans American History X
  - Brendan Gleeson pour le rôle de Martin Cahill dans Le Général (The General)
  - Derek Jacobi pour le rôle de Francis Bacon dans Love Is the Devil (Love Is the Devil: Study for a Portrait of Francis Bacon)
  - Ian McKellen pour le rôle de James Whale dans Ni dieux ni démons (Gods and Monsters)
  - Nick Nolte pour le rôle de Wade Whitehouse dans Affliction

#### Meilleure actrice dans un film dramatique
- Cate Blanchett pour le rôle de la reine Élisabeth Ire dans Elizabeth
  - Helena Bonham Carter pour le rôle de Jane Hatchard dans Envole-moi (The Theory of Flight)
  - Fernanda Montenegro pour le rôle de Dora dans Central do Brasil
  - Susan Sarandon pour le rôle de Jackie Harrison dans Ma meilleure ennemie (Stepmom)
  - Meryl Streep pour le rôle de Kate Gulden dans Contre-jour (One True Thing)
  - Emily Watson pour le rôle de Jacqueline "Jackie" du Pré dans Hilary et Jackie (Hilary and Jackie)

#### Meilleur acteur dans un film musical ou une comédie
- Ian Bannen pour le rôle de Jackie O'Shea dans Vieilles Canailles (Waking Ned)
  - Warren Beatty pour le rôle de Jay Billington Bulworth dans Bulworth
  - Jeff Bridges pour le rôle de Jeffrey "the Dude" Lebowski dans The Big Lebowski
  - Michael Caine pour le rôle de Ray Say dans Little Voice
  - David Kelly pour le rôle de Michael O'Sullivan dans Vieilles Canailles (Waking Ned)
  - Robin Williams pour le rôle de Hunter Adams dans Docteur Patch (Patch Adams)

#### Meilleure actrice dans un film musical ou une comédie
- Christina Ricci pour le rôle de Dede Truitt dans Sexe et autres complications (The Opposite of Sex)
  - Jane Horrocks pour le rôle de Little Voice dans Little Voice
  - Holly Hunter pour le rôle de Judith Moore dans D'une vie à l'autre (Living Out Loud)
  - Gwyneth Paltrow pour le rôle de Viola de Lesseps dans Shakespeare in Love
  - Meg Ryan pour le rôle de Kathleen Kelly dans Vous avez un mess@ge (You've Got M@il)

#### Meilleur acteur dans un second rôle dans un film dramatique
- Donald Sutherland pour le rôle de Bill Bowerman dans Without Limits
  - Robert Duvall pour le rôle de Jerome Facher dans Préjudice (A Civil Action)
  - Jason Patric pour le rôle de Cary dans Entre amis et voisins (Your Friends & Neighbors)
  - Billy Bob Thornton pour le rôle de Jacob Mitchell dans Un plan simple (A Simple Plan)
  - Tom Sizemore pour le rôle du Sergent Michael Horvath dans Il faut sauver le soldat Ryan (Saving Private Ryan)

#### Meilleure actrice dans un second rôle dans un film dramatique
- Kimberly Elise pour le rôle de Denver dans Beloved
  - Kathy Burke pour le rôle de Maggie Mundy dans Les Moissons d'Irlande (Dancing at Lughnasa)
  - Beverly D'Angelo pour le rôle de Doris Vinyard dans American History X
  - Thandie Newton pour le rôle de Beloved dans Beloved
  - Lynn Redgrave pour le rôle de Hanna dans Ni dieux ni démons (Gods and Monsters)

#### Meilleur acteur dans un second rôle dans un film musical ou une comédie
- Bill Murray pour le rôle de Herman Blume dans Rushmore
  - Jeff Daniels pour le rôle de Bill Johnson dans Pleasantville
  - John Goodman pour le rôle de Walter Sobchak dans The Big Lebowski
  - Bill Nighy pour le rôle de Ray Simms dans Still Crazy : De retour pour mettre le feu (Still Crazy)
  - Geoffrey Rush pour le rôle de Philip Henslowe dans Shakespeare in Love

#### Meilleure actrice dans un second rôle dans un film musical ou une comédie
- Joan Allen pour le rôle de Betty Parker dans Pleasantville
  - Kathy Bates pour le rôle de Libby Holden dans Primary Colors
  - Brenda Blethyn pour le rôle de Mari Hoff dans Little Voice
  - Julianne Moore pour le rôle de Maude Lebowski dans The Big Lebowski
  - Joan Plowright pour le rôle de Bea Johnson dans Dance with Me (Take the Lead)

#### Meilleure distribution
- La Ligne rouge (The Thin Red Line)

#### Meilleur scénario original
- Pleasantville – Gary Ross
  - American History X – David McKenna
  - Central do Brasil – Walter Salles
  - Il faut sauver le soldat Ryan (Saving Private Ryan) – Robert Rodat
  - Shakespeare in Love – Marc Norman et Tom Stoppard

#### Meilleur scénario adapté
- Ni dieux ni démons (Gods and Monsters) – Bill Condon
  - Beloved – Adam Brooks, Akosua Busia et Richard LaGravenese
  - Hilary et Jackie – Frank Cottrell Boyce
  - Little Voice – Mark Herman
  - La Ligne rouge (The Thin Red Line) – Terrence Malick

#### Meilleure direction artistique
- The Truman Show
  - Beloved
  - Elizabeth
  - Pleasantville
  - Shakespeare in Love

#### Meilleurs costumes
- Elizabeth
  - Beloved
  - À tout jamais (Ever After)
  - Pleasantville
  - Shakespeare in Love

#### Meilleure photographie
- La Ligne rouge (The Thin Red Line)
  - Beloved
  - Pleasantville
  - Il faut sauver le soldat Ryan (Saving Private Ryan)
  - Shakespeare in Love

#### Meilleur montage
- Il faut sauver le soldat Ryan (Saving Private Ryan)
  - Beloved
  - Pleasantville
  - Shakespeare in Love
  - La Ligne rouge (The Thin Red Line)

#### Meilleurs effets visuels
- Au-delà de nos rêves (What Dreams May Come)
  - Armageddon – Richard R. Hoover et Pat McClung
  - Babe 2, le cochon dans la ville (Babe 2: Pig in the City)
  - Il faut sauver le soldat Ryan (Saving Private Ryan)
  - Star Trek : Insurrection (Star Trek: Insurrection)

#### Meilleure musique de film
- La Ligne rouge (The Thin Red Line) – Hans Zimmer
  - Beloved – Rachel Portman
  - La Cité des anges (City of Angels) – Gabriel Yared
  - Pleasantville – Randy Newman
  - Il faut sauver le soldat Ryan (Saving Private Ryan) – John Williams

#### Meilleure chanson originale
- Armageddon – I Don't Want to Miss a Thing interprétée par Aerosmith
  - Babe 2, le cochon dans la ville (Babe 2: Pig in the City) – That'll Do
  - Le Prince d'Égypte (The Prince of Egypt) – When You Believe
  - Still Crazy : De retour pour mettre le feu (Still Crazy) – The Flame Still Burns
  - Vous avez un message (You've Got Mail) – Anyone at All

#### Meilleur film étranger
- Central do Brasil •  Brésil
  - Festen •  Danemark
  - La vie est belle (La vita è bella) •  Italie
  - Bare skyer beveger stjernene •  Norvège
  - La Séparation •  France

#### Meilleur film d'animation
- 1 001 Pattes (A Bug's Life)
  - Fourmiz (Antz)
  - Mulan
  - Le Prince d'Égypte (The Prince of Egypt)
  - Les Razmoket, le film (The Rugrats Movie)

#### Meilleur documentaire
- Ayn Rand: A Sense of Life

### Télévision
Note : le symbole « ♕ » rappelle le gagnant de l'année précédente (si nomination).

#### Meilleure série télévisée dramatique
- Oz
  - Urgences (ER)
  - New York Police Blues (NYPD Blue) ♕
  - Le Caméléon (The Pretender)
  - X-Files : Aux frontières du réel (X-Files)

#### Meilleure série télévisée musicale ou comique
- Ellen
  - Troisième planète après le Soleil (3rd Rock from the Sun)
  - Frasier ♕
  - Dingue de toi (Mad About You)
  - Susan

#### Meilleure mini-série ou téléfilm
- De la Terre à la Lune (From the Earth to the Moon)
  - A More Tales of the City
  - Bright Shining Lie
  - Femme de rêve (Gia)
  - La Nation reconnaissante (Thanks of a Grateful Nation)

#### Meilleur acteur dans une série télévisée dramatique
- Ernie Hudson pour le rôle de Leo Glynn dans Oz
  - George Clooney pour le rôle du Dr Doug Ross dans Urgences (ER)
  - Dylan McDermott pour le rôle de Bobby Donnell dans The Practice : Bobby Donnell et Associés (The Practice)
  - Jimmy Smits pour le rôle de Bobby Simone dans New York Police Blues (NYPD Blue) ♕
  - Michael T. Weiss pour le rôle de Jarod dans Le Caméléon (The Pretender)

#### Meilleure actrice dans une série télévisée dramatique
- Jeri Ryan pour le rôle de Seven of Nine dans Star Trek: Voyager
  - Gillian Anderson pour le rôle de Dana Scully dans X-Files : Aux frontières du réel (X-Files)
  - Sharon Lawrence pour le rôle de Sylvia Costas dans New York Police Blues (NYPD Blue)
  - Rita Moreno pour le rôle de Peter Marie Reimondo dans Oz
  - Andrea Parker pour le rôle de Catherine Parker dans Le Caméléon (The Pretender)

#### Meilleur acteur dans une série télévisée musicale ou comique
- Drew Carey pour le rôle de Drew Carey dans Le Drew Carey Show (The Drew Carey Show)
  - Michael J. Fox pour le rôle de Mike Flaherty dans Spin City
  - Kelsey Grammer pour le rôle de Frasier Crane dans Frasier ♕
  - John Lithgow pour le rôle de Dick Solomon dans Troisième planète après le Soleil (3rd Rock from the Sun)
  - Paul Reiser pour le rôle de Paul Buchman dans Dingue de toi (Mad About You)

#### Meilleure actrice dans une série télévisée musicale ou comique
- Ellen DeGeneres pour le rôle de Ellen Morgan dans Ellen
  - Calista Flockhart pour le rôle de Ally McBeal dans Ally McBeal
  - Helen Hunt pour le rôle de Jamie Stemple Buchman dans Dingue de toi (Mad About You)
  - Phylicia Rashad pour le rôle de Ruth Lucas dans Cosby Show
  - Brooke Shields pour le rôle de Susan Keane dans Susan ! (en)

#### Meilleur acteur dans une mini-série ou un téléfilm
- Delroy Lindo pour le rôle de Mathew Henson dans L'Odyssée du pôle nord (Glory & Honor)
  - Cary Elwes pour le rôle du lieutenant colonel James Burton dans Secret défense (The Pentagon Wars)
  - Laurence Fishburne pour le rôle de Socrates Fortlow dans Always Outnumbered
  - Kevin Pollak pour le rôle de Joe Shea dans De la Terre à la Lune (From the Earth to the Moon)
  - Patrick Stewart pour le rôle du capitaine Achab dans Moby Dick

#### Meilleure actrice dans une mini-série ou un téléfilm
- Angelina Jolie pour le rôle de Gia Marie Carangi dans Femme de rêve (Gia)
  - Olympia Dukakis pour le rôle d'Anna Madrigal dans Chroniques de San Francisco (Further Tales of the City)
  - Mia Farrow pour le rôle de Doris Koster dans Miracle at Midnight
  - Barbara Hershey pour le rôle de Mère Madalyn dans The Staircase
  - Jennifer Jason Leigh pour le rôle de Teri Small dans Thanks of a Grateful Nation

#### Meilleur acteur dans un second rôle
- David Clennon pour le rôle de Lee Silver dans De la Terre à la Lune (From the Earth to the Moon)
  - Brian Dennehy pour le rôle du Sen. Donald Riegle dans Thanks of a Grateful Nation
  - Lance Henriksen pour le rôle d'Abraham Lincoln dans The Day Lincoln Was Shot
  - Martin Short pour le rôle de Frik dans Merlin
  - Daniel Williams pour le rôle de Darryl dans Always Outnumbered

#### Meilleure actrice dans un second rôle
- Rita Wilson pour le rôle de Susan Borman dans De la Terre à la Lune (From the Earth to the Moon)
  - Jackie Burroughs pour le rôle de Mona "Mother Mucca" Ramsey dans Chroniques de San Francisco (More Tales of the City)
  - Faye Dunaway pour le rôle de Wilhelmina Cooper dans Femme de rêve (Gia)
  - Shirley Knight pour le rôle de Gram dans The Wedding
  - Amy Madigan pour le rôle de Mary Jane Vann dans A Bright Shining Lie

### Récompenses spéciales
Révélation de l'année
- Eamonn Owens dans Butcher Boy

Mary Pickford Award
- Alan J. Pakula (à titre posthume)

## Récompenses et nominations multiples

### Nominations multiples
Cinéma
9 : Pleasantville
8 : La Ligne rouge, Shakespeare in Love
7 : Il faut sauver le soldat Ryan
4 : Elizabeth
3 : Ni dieux ni démons, Vieilles Canailles, American History X
Télévision

### Récompenses multiples
Cinéma
5 / 8 : La Ligne rouge
2 / 9 : Pleasantville
2 / 4 : Elizabeth
Télévision